# Dendropsophus triangulum
Dendropsophus triangulum är en groddjursart som först beskrevs av Günther 1869.  Dendropsophus triangulum ingår i släktet Dendropsophus och familjen lövgrodor. IUCN kategoriserar arten globalt som livskraftig. Inga underarter finns listade i Catalogue of Life.